# National League 2021 (Neuseeland)
Die National League 2021 war die erste Saison der in diesem Modus ausgetragenen National League als höchste Spielklasse im neuseeländischen Fußball unter dem Dach von New Zealand Football.

## Qualifikation

### Northern League
Der Central United FC wurde zu dieser Saison vom Auckland City FC ersetzt. Als Aufsteiger aus der NRFL Division 1 kam Bay Olympic hinzu. Weiter fusionierten die Glenfield Rovers mit Forrest Hill Milford United um die Northern Rovers zu bilden sowie der Waitakere City FC und Norwest United um die West Coast Rangers zu bilden.
Im Verlauf der Saison kam es zu mehreren nachträglichen Änderungen der Spielwertung, dabei wurde ein 1:0-Sieg von Melville sowie ein 2:0-Sieg von North Shore über West Coast, jeweils als 3:0-Sieg gewertet, weil West Coast zu viele ausländische Spieler für die Partie gemeldet hatte.
| Pl. | Verein             | Sp. | S  | U | N  | Tore    | Diff. | Punkte |
| --- | ------------------ | --- | -- | - | -- | ------- | ----- | ------ |
| 1.  | Auckland City      | 18  | 15 | 1 | 2  | 063:190 | +44   | 46     |
| 2.  | Auckland United    | 19  | 10 | 5 | 4  | 042:250 | +17   | 35     |
| 3.  | Eastern Suburbs    | 19  | 10 | 4 | 5  | 031:210 | +10   | 34     |
| 4.  | Birkenhead United  | 19  | 10 | 3 | 6  | 050:330 | +17   | 33     |
| 5.  | Western Springs    | 18  | 8  | 4 | 6  | 044:350 | +9    | 28     |
| 6.  | Bay Olympic        | 18  | 7  | 4 | 7  | 026:380 | −12   | 25     |
| 7.  | Hamilton Wanderers | 18  | 6  | 5 | 7  | 035:440 | −9    | 23     |
| 8.  | Manukau United     | 19  | 5  | 7 | 7  | 033:350 | −2    | 22     |
| 9.  | North Shore United | 19  | 5  | 7 | 7  | 035:400 | −5    | 22     |
| 10. | Melville United    | 19  | 6  | 3 | 10 | 024:400 | −16   | 21     |
| 11. | Northern Rovers    | 19  | 2  | 5 | 12 | 012:220 | −10   | 11     |
| 12. | West Coast Rangers | 19  | 3  | 2 | 14 | 018:520 | −34   | 11     |

Platzierungskriterien: 1. Punkte – 2. Tordifferenz – 3. geschossene Tore

### Central League
Als Farm-Team von Wellington Phoenix II war Lower Hutt City nicht zur Teilnahme an der Endrunde berechtigt. Weiter zog sich Wairarapa United kurz vor dem Start der Folgesaison zurück.
| Pl. | Verein             | Sp. | S  | U | N  | Tore    | Diff. | Punkte |
| --- | ------------------ | --- | -- | - | -- | ------- | ----- | ------ |
| 1.  | Wellington Olympic | 18  | 15 | 2 | 1  | 059:180 | +41   | 47     |
| 2.  | Miramar Rangers    | 18  | 13 | 3 | 2  | 064:170 | +47   | 42     |
| 3.  | Lower Hutt City    | 18  | 13 | 2 | 3  | 070:260 | +44   | 41     |
| 4.  | Western Suburbs    | 18  | 9  | 4 | 5  | 046:250 | +21   | 31     |
| 5.  | Wairarapa United   | 18  | 6  | 6 | 6  | 037:440 | −7    | 24     |
| 6.  | Waterside Karori   | 18  | 6  | 4 | 8  | 031:420 | −11   | 22     |
| 7.  | Napier City Rovers | 18  | 5  | 2 | 11 | 037:510 | −14   | 17     |
| 8.  | North Wellington   | 18  | 4  | 4 | 10 | 046:570 | −11   | 16     |
| 9.  | Petone             | 18  | 4  | 0 | 14 | 027:680 | −41   | 12     |
| 10. | Wainuiomata        | 18  | 1  | 1 | 16 | 017:860 | −69   | 04     |

Platzierungskriterien: 1. Punkte – 2. Tordifferenz – 3. geschossene Tore

### Southern League
Dadurch, dass Otago University die Anforderungen zur Teilnahme an der Folgesaison nicht erfüllen konnte, musste man in die FootballSouth Premier League absteigen.
| Pl. | Verein              | Sp. | S | U | N | Tore    | Diff. | Punkte |
| --- | ------------------- | --- | - | - | - | ------- | ----- | ------ |
| 1.  | Cashmere Technical  | 7   | 6 | 0 | 1 | 025:700 | +18   | 18     |
| 2.  | Selwyn United       | 7   | 4 | 1 | 2 | 014:120 | +2    | 13     |
| 3.  | South City Royals   | 7   | 4 | 0 | 3 | 015:160 | −1    | 12     |
| 4.  | Otago University    | 7   | 4 | 0 | 3 | 014:150 | −1    | 12     |
| 5.  | Christchurch United | 7   | 3 | 1 | 3 | 020:150 | +5    | 10     |
| 6.  | Coastal Spirit      | 7   | 3 | 0 | 4 | 012:120 | ±0    | 09     |
| 7.  | Nelson Suburbs      | 7   | 1 | 1 | 5 | 012:120 | ±0    | 04     |
| 8.  | Green Island        | 7   | 1 | 1 | 5 | 011:270 | −16   | 04     |

Platzierungskriterien: 1. Punkte – 2. Tordifferenz – 3. geschossene Tore

## Endrunde
Da durch die Beschränkungen aufgrund der COVID-19-Pandemie die Klubs aus der Northern League nicht teilnehmen konnte, beendete New Zealand Football die Ausspielung der Championship komplett und setzte dafür die South Central Series ein. Hier spielten nun die verbleibenden Teilnehmer jeweils einmal gegen jede andere Mannschaft. Am Ende nahmen die beiden Klubs auf dem ersten Platz am Grand Final teil. Weil dies aber nicht als richtige Meisterschaft galt, wurden die beiden Teilnehmer auch nicht für die Teilnahme an der OFC Champions League 2022 nominiert.

### South Central Series
| Pl. | Verein                | Sp. | S | U | N | Tore    | Diff. | Punkte |
| --- | --------------------- | --- | - | - | - | ------- | ----- | ------ |
| 1.  | Miramar Rangers       | 5   | 3 | 2 | 0 | 013:100 | +3    | 11     |
| 2.  | Wellington Olympic    | 5   | 3 | 1 | 1 | 015:130 | +2    | 10     |
| 3.  | Cashmere Technical    | 5   | 3 | 0 | 2 | 008:400 | +4    | 09     |
| 4.  | Wellington Phoenix II | 5   | 2 | 0 | 3 | 015:800 | +7    | 06     |
| 5.  | Western Suburbs       | 5   | 2 | 0 | 3 | 006:110 | −5    | 06     |
| 6.  | Selwyn United         | 5   | 0 | 1 | 4 | 004:150 | −11   | 01     |

Platzierungskriterien: 1. Punkte – 2. Tordifferenz – 3. geschossene Tore

### Grand Final
| Miramar Rangers                                                                      | Miramar Rangers | Wellington Olympic | Wellington Olympic |
| ------------------------------------------------------------------------------------ | --- | --- | ------------------ |
| Miramar Rangers                                                                      | \| 12. Dezember 2021 um 14:00 Uhr (02:00 Uhr MEZ) in Wellington (Jerry Collins Stadium) \| \| Ergebnis: 7:2 (4:2) \| \| Schiedsrichter: Campbell-Kirk Kawana-Waugh \| \| Spielbericht \|                                                                                              | \| 12. Dezember 2021 um 14:00 Uhr (02:00 Uhr MEZ) in Wellington (Jerry Collins Stadium) \| \| Ergebnis: 7:2 (4:2) \| \| Schiedsrichter: Campbell-Kirk Kawana-Waugh \| \| Spielbericht \| | Wellington Olympic |
| Miramar Rangers                                                                      | Zac Jones – Liam Wood (89. James Marsh), Taylor Schrijvers , Flynn O’Brien – Hugo Delhommelle, Oliver Whyte, Owen Barnett (89. Max Falconer), Scott Midgley (77. Oliver Stanish) – Andrew Bevin, Nathan Simes (63. João Moreira), Sam Mason-Smith Cheftrainer: Scott Hales ( England) | Toby Hunt – Benjamin Mata , Harry Chote, Justin Gulley – Lukas Halikias (46. Jaga Scott-Greenfield), Tor Davenport-Petersen, Sam Mitrakas (55. Alex Palezevic) – Kailan Gould, Jack-Henry Sinclair, Gianni Bouzoukis (55. Nathaniel Hailemariam) Cheftrainer: Martin Pereyra Garcia ( Argentinien) | Wellington Olympic |
| Miramar Rangers                                                                      | 1:0 Nathan Simes (8.) 2:1 Samuel Mason-Smith (24.) 3:1 Oliver Whyte (27.) 4:2 Oliver Whyte (39.) 5:2 Hugo Delhommelle (52.) 6:2 Scott Midgley (59.) 7:2 João Moreira (87.) | 1:1 Gianni Bouzoukis (19.) 3:2 Harry Chote (31.) | Wellington Olympic |
| Miramar Rangers                                                                      | Liam Wood (61.), Samuel Mason-Smith (79.) | Kalian Goudl (54.), Tor Davenport-Petersen (70.) | Wellington Olympic |
| 12. Dezember 2021 um 14:00 Uhr (02:00 Uhr MEZ) in Wellington (Jerry Collins Stadium) | | |                    |
| Ergebnis: 7:2 (4:2)                                                                  | | |                    |
| Schiedsrichter: Campbell-Kirk Kawana-Waugh                                           | | |                    |
| Spielbericht                                                                         | | |                    |